# Cubillas de Rueda
Cubillas de Rueda est une commune d'Espagne dans la province de León, communauté autonome de Castille-et-León. Elle s'étend sur 86,82 km2 et comptait environ 466 habitants en 2015.